# Bilunulăbirotondă
În geometrie bilunulăbirotonda este unul dintre poliedrele Johnson (J91). Având 26 de fețe, este un icosihexaedru.

## Geometrie
Este unul dintre acele poliedre care nu pot fi create prin operații de „divizare și lipire” ale poliedrelor platonice sau arhimedice.
Totuși, este strâns legată de icosidodecaedru, un poliedru arhimedic. Oricare dintre cele două grupuri de două pentagoane și două triunghiuri poate fi aplicat pe o zonă congruentă de fețe de pe icosidodecaedru. Dacă două bilunulăbirotonde sunt aliniate în acest fel pe fețele opuse ale icosidodecaedrului, atunci două vârfuri ale bilunuăbirotondei se întâlnesc în centrul icosidodecaedrului.
Celelalte două grupuri de fețe ale bilunulăbirotondei, lunulele (fiecare lunulă având două triunghiuri adiacente pe laturile opuse ale unui pătrat), pot fi aplicate pe o zonă congruentă de fețe de pe un rombicosidodecaedru. Dacă două bilunulăbirotonde sunt aplicate astfel pe părți opuse ale rombicosidodecaedrului, atunci între bilunulăbirotonde poate fi pus un cub chiar în centrul rombicosidodecaedrului.
Fiecare dintre cele două perechi de pentagoane adiacente poate fi aplicată și pe fețele pentagonale ale unui icosaedru metabidiminuat.
Bilunulăbirotonda este legată (slab) de cuboctaedru prin faptul că poate fi creată prin înlocuirea a patru fețe pătrate ale cuboctaedrului cu pentagoane.

Imagini din 15° în 15° ale unei bilunulăbirotonde

## Mărimi asociate

### Coordonate carteziene
Vârfurile unei bilunulăbirotonde centrate în origine cu lungimea laturii de 1 au coordonatele:
{\displaystyle \left(0,0,\pm {\frac {\varphi }{2}}\right),}
{\displaystyle \left(\pm {\frac {\varphi +1}{2}},\pm {\frac {1}{2}},0\right),}
{\displaystyle \left(\pm {\frac {1}{2}},\pm {\frac {\varphi }{2}},\pm {\frac {1}{2}}\right),}
unde {\displaystyle \varphi ={\frac {1+{\sqrt {5}}}{2}}} este secțiunea de aur.

### Arie și volum
Următoarele formule pentru arie, A și volum, V sunt stabilite pentru lungimea laturilor tuturor poligoanelor (care sunt regulate) a:
{\displaystyle A=2+2{\sqrt {3}}+{\sqrt {5\left(5+2{\sqrt {5}}\right)}}\,a^{2}\approx 12,346011\,a^{2},}
{\displaystyle V={\frac {1}{12}}\left(17+9{\sqrt {5}}\right)a^{3}\approx 3,093718\,a^{3}.}

## Poliedre și faguri înrudiți
Șase bilunulăbirotonde pot fi augmentate în jurul unui cub cu simetrie piritoedrică. Bonnie Stewart a etichetat acest model cu șase bilunulăbirotonde ca 6J91(P4).
Bilunulăbirotonda poate fi folosită împreună cu dodecaedrul regulat și cubul într-un fagure de umplere a spațiului.

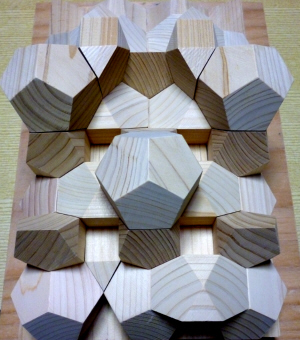
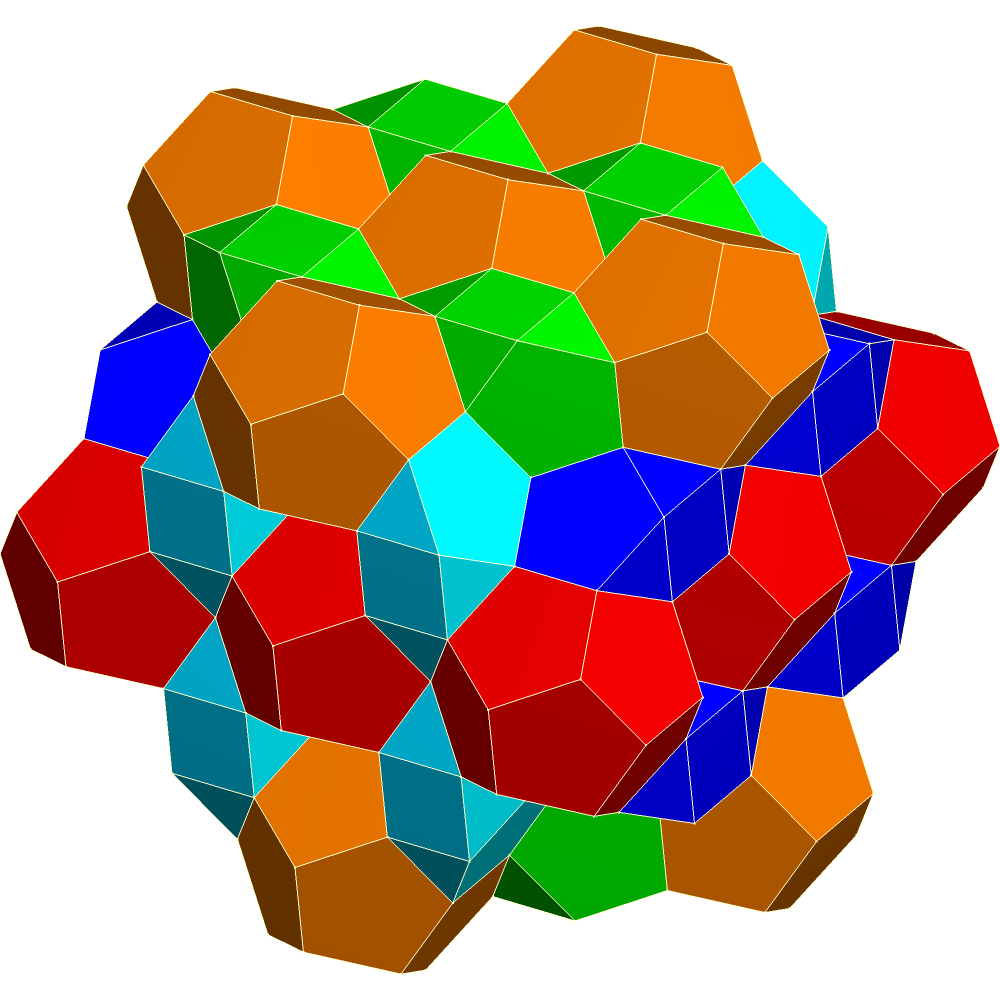
Fagure care umple spațiul
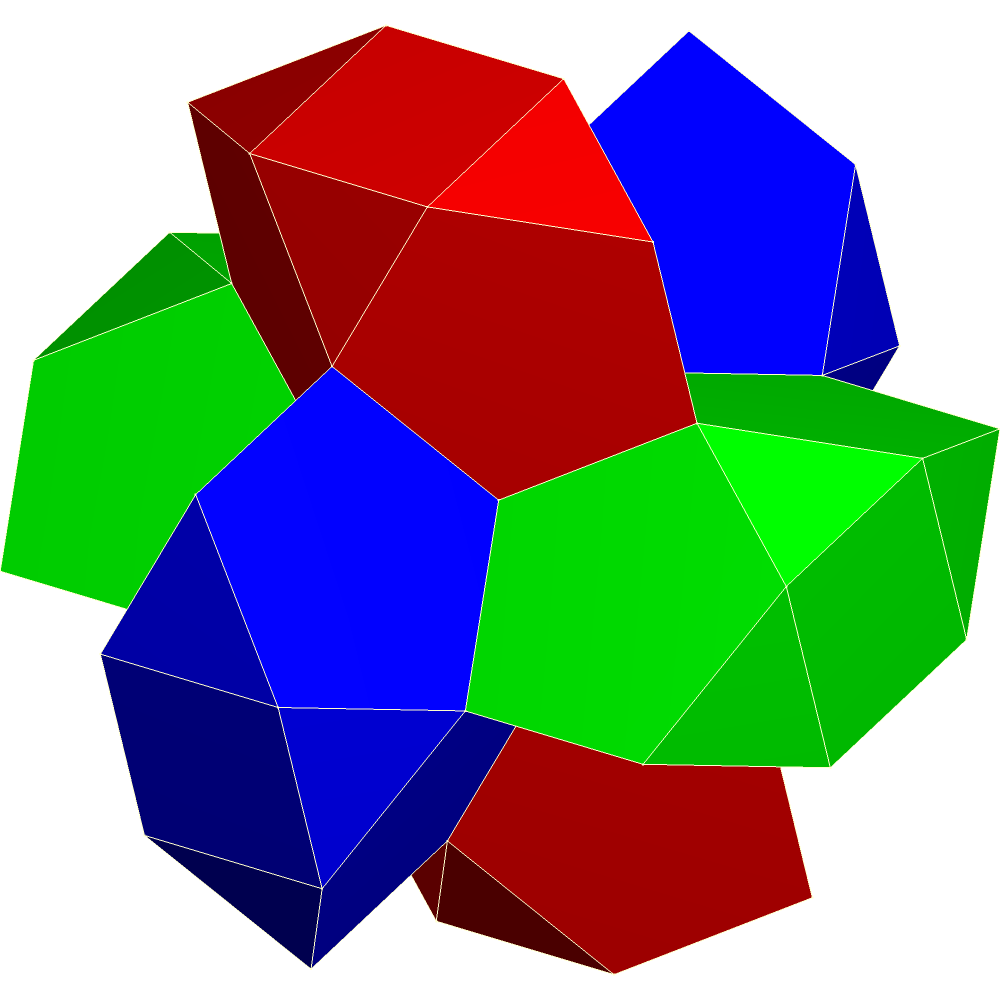
6 bilunilăbirotonde în jurul unui cub
- Animație cu teselare cu cuburi, dodecaedre și bilunăbirotonde
(12 bilunăbirotonde în jurul unui dodecaedru)